# Venanzio Gabriotti
Venanzio Gabriotti (né en 1883 à Città di Castello, dans la province de Pérouse, en Ombrie — fusillé par un peloton composé de soldats nazis et fascistes, à Città di Castello  le 9 mai 1944) est un résistant italien, lieutenant-colonel d’infanterie, médaille d’or de la valeur militaire.

## Biographie
Venanzio Gabriotti est volontaire lors de la Première Guerre mondiale. Il se distingue par son courage et est décoré de deux médailles d’argent, deux de bronze et une croix de guerre au valeur militaire. Pendant la guerre, il est gravement blessé et promu pour son mérite.
Retourné à Città di Castello, il est nommé président de la section locale des mutilés et invalides de guerre.
Lors de la Seconde Guerre mondiale, aussitôt l’armistice signé entre l’Italie de Badoglio et les Alliés, Gabriotti, malgré ses mauvaises conditions de santé, participe au mouvement de libération. Il organise des formations de partisans et entre au Comité de liberation nationale [CLN] de Città di Castello.
Capturé par les fascistes vers la fin du mois d’avril 1944, il est soumis pendant quelques jours à un très dur interrogatoire. Il ne fait aucune révélation sur l’organisation de la résistance.
Condamné à mort sans aucun procès, il est fusillé quelques jours après son arrestation sur le rivage du torrent Scatorbia par un peloton composé de soldats nazis et de fascistes le 9 mai 1944.
Un monument est aujourd’hui visible sur le lieu de son exécution.

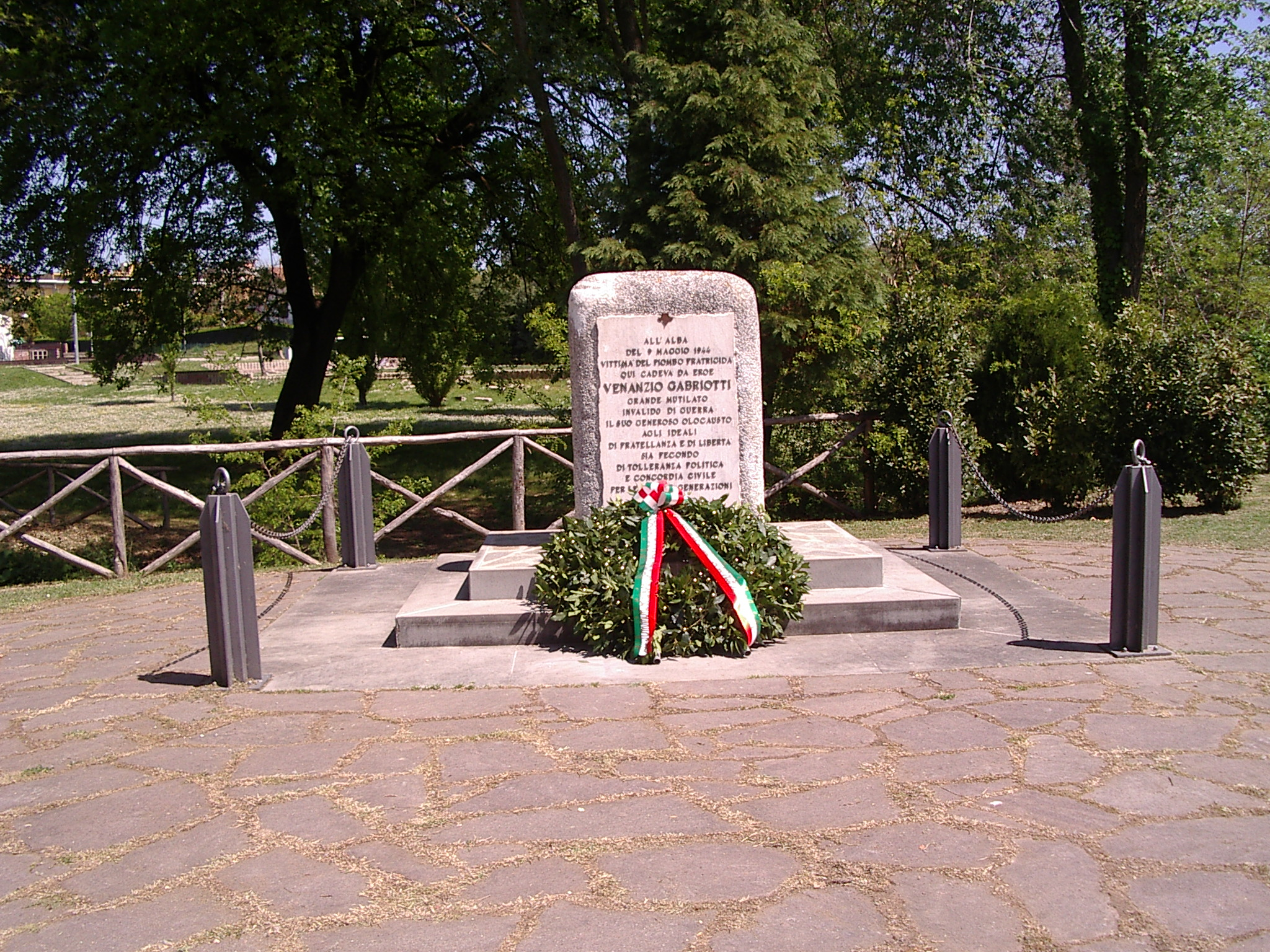
Stèle à Venanzio Gabriotti.

## Distinctions
- Première Guerre mondiale :
  - croix de guerre la valeur militaire ;
  - 2 médailles de bronze de la valeur militaire ;
  - 2 médailles d'argent de la valeur militaire.
- Seconde Guerre mondiale :
  - médaille d'or de la valeur militaire (en mémoire).

## Sources
- Alvaro Tacchini, Venanzio Gabriotti et son époque, Éditions Petruzzi, 1993.